# Olaf Kortmann
Olaf Kortmann (* 26. August 1955 in Hamburg) ist ein deutscher Volleyball-Trainer.

## Werdegang
Olaf Kortmann spielte in seiner Jugend Volleyball beim Hamburger SV. Seine Trainerkarriere begann er nach seinem in Marburg durchlaufenen Studium (Fächer: Sport, Philosophie und Pädagogik)  und dem Erwerb der Trainerlizenz in Hamburg, wo er 1982 Landestrainer wurde. 1984 wurde Kortmann Cheftrainer beim Frauen-Bundesligisten TG Rüsselsheim.
Weitere erfolgreiche Trainerstationen von Olaf Kortmann waren der Hamburger SV (2. Bundesliga Frauen) von 1987 bis 1988, der Hamburger SV (Bundesliga Männer) von 1987 bis 1990, der USC Münster (Bundesliga Frauen) von 1990 bis 1992 und der SCC Berlin (Bundesliga Männer) von 1992 bis 1995. In dieser Zeit wurde er vielfach Deutscher Meister und Pokalsieger.
Von 1995 bis 1998 war Kortmann Bundestrainer der Männer-Nationalmannschaft. Er setzte teils auf als ungewöhnlich beschriebene Methoden: Im Sommer 1995 unternahm er mit der Mannschaft in der Vorbereitung auf die Europameisterschaft einen fünftägige Segeltörn auf dem Schiff Thor Heyerdahl, um den Zusammenhalt zu stärken. Ab 2001 betreute er nebenberuflich das Beachvolleyball-Nationalteam Okka Rau / Stephanie Pohl, mit dem er 2002 Deutscher Meister und 2003 Europameister wurde. 2005 übernahm er das Beach-Nationalteam Sara Goller/Laura Ludwig, mit dem er das Triple schaffte und 2006, 2007 und 2008 Deutscher Meister wurde. 2008 errang dieses Team auch den Europameistertitel. Mit Goller/Ludwig nahm er auch an den Olympischen Spielen 2008 in Peking und 2012 in London teil.
Olaf Kortmann arbeitet heute in Hamburg als Berater, Trainer und Coach in Wirtschaft und Sport.